# 前期ジュラ紀
| 累代        | 代     | 紀       | 世           | 期                     | 基底年代 Mya |
| ----------- | ------ | -------- | ------------ | ---------------------- | ------------ |
| 顕生代      | 新生代 | 新生代   | 新生代       |                        | 66           |
| 顕生代      | 中生代 | 白亜紀   | 後期白亜紀   | マーストリヒチアン     | 72.1         |
| 顕生代      | 中生代 | 白亜紀   | 後期白亜紀   | カンパニアン           | 83.6         |
| 顕生代      | 中生代 | 白亜紀   | 後期白亜紀   | サントニアン           | 86.3         |
| 顕生代      | 中生代 | 白亜紀   | 後期白亜紀   | コニアシアン           | 89.8         |
| 顕生代      | 中生代 | 白亜紀   | 後期白亜紀   | チューロニアン         | 93.9         |
| 顕生代      | 中生代 | 白亜紀   | 後期白亜紀   | セノマニアン           | 100.5        |
| 顕生代      | 中生代 | 白亜紀   | 前期白亜紀   | アルビアン             | 113          |
| 顕生代      | 中生代 | 白亜紀   | 前期白亜紀   | アプチアン             | 125          |
| 顕生代      | 中生代 | 白亜紀   | 前期白亜紀   | バレミアン             | 129.4        |
| 顕生代      | 中生代 | 白亜紀   | 前期白亜紀   | オーテリビアン         | 132.9        |
| 顕生代      | 中生代 | 白亜紀   | 前期白亜紀   | バランギニアン         | 139.8        |
| 顕生代      | 中生代 | 白亜紀   | 前期白亜紀   | ベリアシアン           | 145          |
| 顕生代      | 中生代 | ジュラ紀 | 後期ジュラ紀 | チトニアン             | 152.1        |
| 顕生代      | 中生代 | ジュラ紀 | 後期ジュラ紀 | キンメリッジアン       | 157.3        |
| 顕生代      | 中生代 | ジュラ紀 | 後期ジュラ紀 | オックスフォーディアン | 163.5        |
| 顕生代      | 中生代 | ジュラ紀 | 中期ジュラ紀 | カロビアン             | 166.1        |
| 顕生代      | 中生代 | ジュラ紀 | 中期ジュラ紀 | バトニアン             | 168.3        |
| 顕生代      | 中生代 | ジュラ紀 | 中期ジュラ紀 | バッジョシアン         | 170.3        |
| 顕生代      | 中生代 | ジュラ紀 | 中期ジュラ紀 | アーレニアン           | 174.1        |
| 顕生代      | 中生代 | ジュラ紀 | 前期ジュラ紀 | トアルシアン           | 182.7        |
| 顕生代      | 中生代 | ジュラ紀 | 前期ジュラ紀 | プリンスバッキアン     | 190.8        |
| 顕生代      | 中生代 | ジュラ紀 | 前期ジュラ紀 | シネムーリアン         | 199.3        |
| 顕生代      | 中生代 | ジュラ紀 | 前期ジュラ紀 | ヘッタンギアン         | 201.3        |
| 顕生代      | 中生代 | 三畳紀   | 後期三畳紀   | レーティアン           | 208.5        |
| 顕生代      | 中生代 | 三畳紀   | 後期三畳紀   | ノーリアン             | 227          |
| 顕生代      | 中生代 | 三畳紀   | 後期三畳紀   | カーニアン             | 237          |
| 顕生代      | 中生代 | 三畳紀   | 中期三畳紀   | ラディニアン           | 242          |
| 顕生代      | 中生代 | 三畳紀   | 中期三畳紀   | アニシアン             | 247.2        |
| 顕生代      | 中生代 | 三畳紀   | 前期三畳紀   | オレネキアン           | 251.2        |
| 顕生代      | 中生代 | 三畳紀   | 前期三畳紀   | インドゥアン           | 251.902      |
| 顕生代      | 古生代 | 古生代   | 古生代       |                        | 541          |
| 原生代      | 原生代 | 原生代   | 原生代       |                        | 2500         |
| 太古代      | 太古代 | 太古代   | 太古代       |                        | 4000         |
| 冥王代      | 冥王代 | 冥王代   | 冥王代       |                        | 4600         |
| 1. 2. 3. 4. |        |          |              |                        |              |

前期ジュラ紀（ぜんきジュラき、英：Early Jurassic）は、2億130万年前（誤差20万年）から1億7410万年前（誤差100万年）にあたり、中生代ジュラ紀を三分したうちの最初の地質時代。トアルシアン、プリンスバッキアン、シネムーリアン、ヘッタンギアンの4つの期に区分される。

## 地理
パンゲア大陸はまだ存在しており、地球上のほぼ全ての大陸が陸続きであった。約1億8000万年前（トアルシアン期）に後の中国を含むアジアが分裂したと考えられていたが、1億7400万年前の地層から後述するリンウーロンが発見されたことにより、この解釈は今後変更される可能性がある。

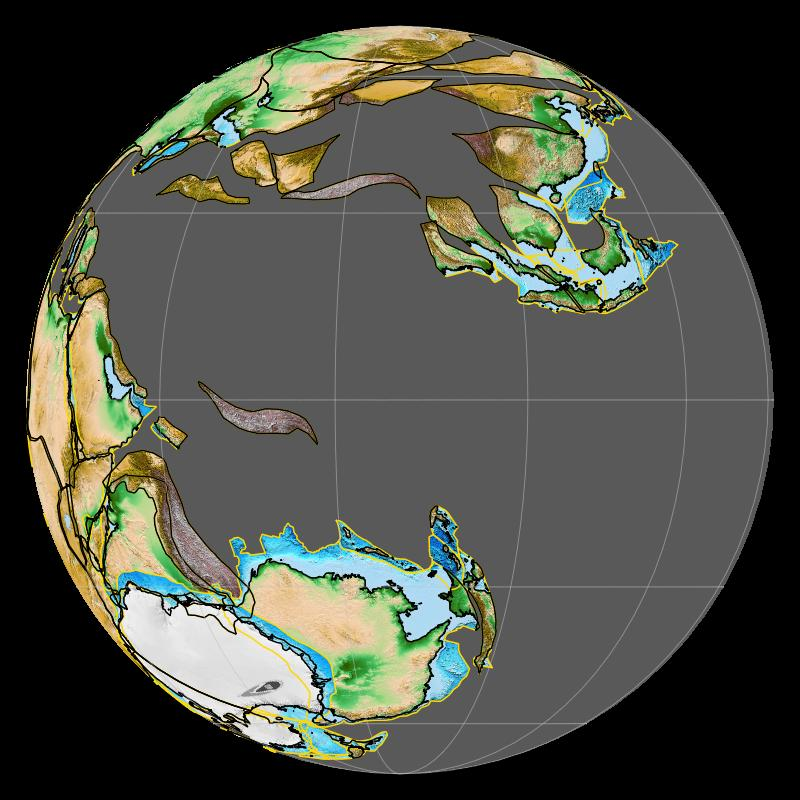
2億年前（ヘッタンギアン期）のアジア
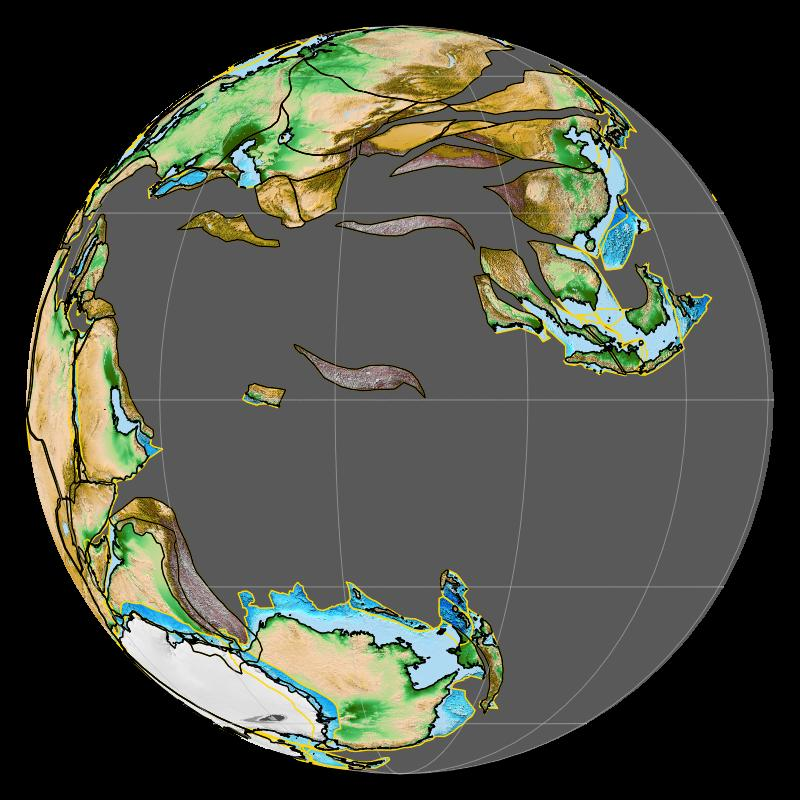
1億5000万年前（トアルシアン期）のアジア

## 動物相

### 陸上
ワニや翼竜および恐竜は三畳紀末の大量絶滅の影響をあまり受けずに生き延び、特に恐竜が大型化して陸上における支配的な存在になった。これは他の競合する主竜類が絶滅し、また単弓類の獣弓類も哺乳類を残してほぼ一掃されたことにより、体重が数キログラムを超えるような競争相手がいなくなったためである。ただし、当然陸上生態系の全てを恐竜が占めていたわけではなく、翼竜やワニの他にカメや両生類、小型哺乳類、そして派生的獣弓類の生き残りも生態的地位を分け合っていた。また、陸上動物の地域ごとの固有性はまだ見られなかった。
東アフリカや北アメリカ東部のほか特に中国南部で化石が多産する古竜脚類の繁栄は未だに続いていたが、この時代のうちに絶滅を迎えた。動物食性の獣脚類は中型の体躯まで大型化したが、筋肉・呼吸器系・循環器系の発達によるさらなる大型化を可能として古竜脚類との生存競争に勝利した竜脚類には及ばなかった。基盤的な竜脚類の化石記録はヨーロッパやインドのほか特に南アフリカと中国で多く、その中ではインドのバラパサウルスが比較的派生的であると考えられている。またアフリカ北西部・北アメリカ南東部付近では、より派生的な新竜脚類が誕生した。中国の下部ジュラ系からは新竜脚類ディクラエオサウルス科のリンウーロンが発見されており、新竜脚類は当時のアジアまで進出していたことが分っている。
鳥盤類の恐竜はまだ少なく、後の剣竜類に繋がる系統やヘテロドントサウルス科が出現した。ヘテロドントサウルス科は系統樹上では基盤的な位置付けであるが、その形態は複雑である。彼らは小歯の備わったノミ状の歯や犬歯に似た鋭い歯といった異なる形状の歯を有しており（異歯性）、また摂食の際には部位ごとに分かれた下顎が複数の挙動をした。後者はこの時点の鳥盤類に咀嚼能力があったことを意味する。またヘテロドントサウルス科に属するティアンユロングからは原始的な羽毛に似た繊維が確認されており、羽毛が鳥類に近縁な獣脚類だけでなく全ての恐竜に共通する形質だった可能性も浮上している。

### 海中
ワニ形上目の多くは淡水域で水棲あるいは半水棲の生活に適応していたが、中正鰐類と呼ばれるグループからは、海洋に進出して大型の海棲爬虫類へ進化したものもいた。タラットスクス類と呼ばれる彼らは後のモササウルス科にも類似した姿をしており、海水環境に適応した主竜類という稀有な存在であった。当時の海洋ではヒボドゥスに代表される軟骨魚綱のヒボドゥス目が繁栄していた。また現在のサメやエイを包括する新生板鰓類が出現したのもこの時代である。新生板鰓類はその他の軟骨魚類と比べて顎関節の開閉が自由かつ俊敏であること、吻部が口よりも前方に突出していて口が下に開くこと、また移動そのものも俊敏であることが特徴である。ただし当時の海洋では魚竜や首長竜およびヒボドゥス目が支配的であり、新生板鰓類の多様化は後期白亜紀の初頭まで待つことになる。